# Diopatra farallonensis
Diopatra farallonensis är en ringmaskart som beskrevs av Fauchald 1968. Diopatra farallonensis ingår i släktet Diopatra och familjen Onuphidae. Inga underarter finns listade i Catalogue of Life.